# Marcello Santacroce
Marcello Santacroce, född 7 juni 1619 i Rom, död 19 december 1674 i Rom, var en italiensk kardinal och biskop.

## Biografi
Marcello Santacroce var son till Valerio och Elena Maria Santacroce. Santacroce studerade rättsvetenskap i Rom, där han promoverades.
År 1652 utsåg påve Innocentius X Santacroce till kardinalpräst med Santo Stefano al Monte Celio som titelkyrka. Han utnämndes senare samma år till biskop av Tivoli och biskopsvigdes i kyrkan San Carlo al Corso den 28 oktober 1652. 
Kardinal Santacroce har fått sitt sista vilorum i kyrkan Santa Maria in Publicolis i Rom.